# 谷村遼太
谷村 遼太（たにむら りょうた、1986年5月12日 - ）は、香川県高松市出身のハンドボール選手。現役時代は日本ハンドボールリーグのワクナガレオリックに所属し、1シーズンのみドイツのフュクセ・ベルリン2に期限付き移籍で所属した。

## 来歴
鳥取県で生まれ、小学6年生のときに香川県高松市に転居。このころはバスケットボールをしていた。光洋中学に入学したがバスケットボール部が無かったため、担任の教師が顧問をしていたハンドボール部に入部した。高校は香川県立高松高等学校に進学。卒業後は大阪体育大学へ進学した。
2009年2月に日本ハンドボールリーグの湧永製薬に加入。直後に全日本に初招集され、5月に行われた日韓戦で全日本デビューした。2009-10年シーズンは全14試合に出場し、新人選手最多（全体16位）の58得点を記録。日本リーグ最優秀新人賞を受賞した。
2010年7月、日本リーグの若手選手中心に編成されたNeo日本代表の一員として、ヒロシマ国際ハンドボール大会に出場し、優秀選手賞を受賞した。2010-11年シーズンは14試合に出場して48得点を記録。
2012年12月、全日本総合ハンドボール選手権大会でチームの8年ぶりの優勝に貢献し、最優秀選手賞を受賞。日本リーグ2012-13シーズンは16試合に出場してチームトップの65得点。
2013年7月、ハンドボール・ブンデスリーガ（ドイツ）のフュクセ・ベルリンに1年間の期限付き移籍が決まった。
2014-15年シーズンより湧永製薬へ復帰。
2019-20シーズンをもって現役を引退。